# 46 Serpentis
46 Serpentis är en vit stjärna i stjärnbilden  Ormen.
46 Serpentis har visuell magnitud +6,73 och kräver fältkikare för att kunna observeras. Den befinner sig på ett avstånd av ungefär 375 ljusår.